# Y Combinator
Y Combinator – amerykański akcelerator startupów z siedzibą w San Francisco.

## Opis
Akcelerator został uruchomiony w marcu 2005 roku przez Paula Grahama, Jessicę Livingston, Roberta Tappana Morrisa i Trevora Blackwella. Był pierwszym akceleratorem startupów na świecie. 
W jego programie akceleracyjnym uczestniczyło ponad 4000 spółek, w tym Airbnb, Coinbase, Cruise, DoorDash, Dropbox, Instacart, Quora, PagerDuty, Reddit, Stripe i Twitch. Łączna wycena największych spółek Y Combinatora wyniosła do stycznia 2023 ponad 600 mld dolarów. Program akceleracyjny firmy rozpoczął się w Bostonie i Mountain View, został rozszerzony na San Francisco w 2019; prowadzony całkowicie zdalnie podczas pandemii COVID-19. Forbes scharakteryzował firmę w 2012 roku jako jeden z najbardziej udanych akceleratorów startupów w Dolinie Krzemowej.
W latach 2005–2008 jeden program był realizowany w Mountain View w Kalifornii, a drugi w Cambridge w stanie Massachusetts. Gdy Y Combinator rozrósł się do 40 inwestycji rocznie, prowadzenie dwóch programów stało się zbyt dużym obciążeniem. W styczniu 2009 roku Y Combinator ogłosił, że program w Cambridge zostanie zamknięty, a wszystkie przyszłe programy będą odbywać się w Dolinie Krzemowej.